# Пам'ятник морякам Дніпровської військової флотилії (Київ)
Па́м'ятник моряка́м Дніпро́вської військо́вої флоти́лії — пам'ятник морякам більшовицької Дніпровської військової флотилії, що брали участь у вторгненні в Україну в 1918—1919 роках та у Німецько-радянській війні в 1943—1944 роках.

## Загальні дані
Пам'ятник відкрито 6 жовтня 1979 року. Автори-скульптори — Макар Вронський і Олександр Скобликов. Архітектор — Ігор Ланько. 
Тригранний гранітний обеліск, навколо якого розташовані бронзові фігури моряків. На гранях обеліска вказано назви бойових кораблів, що відзначилися під час цих воєн. Загальна висота — 14,5 м. 
Спершу знаходився на набережній поблизу Київського річкового вокзалу. Перенесений у 2012 році у Парк моряків на Рибальському острові у зв'язку з реконструкцією Поштової площі. Заново відкритий 8 травня 2013 року.